# القحطاني (ذي السفال)

تعديل مصدري - تعديل

القحطاني محلة تابعة لقرية النصيل، التابعة لعزلة العداني بمديرية ذي السفال إحدى مديريات محافظة إب في الجمهورية اليمنية، بلغ تعداد سكانها 63 حسب تعداد اليمن لعام 2004.